# 穆库热
穆库热是巴西巴伊亚州的一个市镇。总面积2482.204平方公里，总人口16124人，人口密度6.5人/平方公里。